# Polyplectropus cardinis
Polyplectropus cardinis är en nattsländeart som beskrevs av Wolfram Mey 1990. Polyplectropus cardinis ingår i släktet Polyplectropus och familjen fångstnätnattsländor. Inga underarter finns listade i Catalogue of Life.